# بوتاله
بوتاله (به انگلیسی: Botala) یک روستا در پاکستان است که در ناحیه خوشاب واقع شده‌است. بوتاله ۱۸٬۰۰۰ نفر جمعیت دارد.